# Kanton Dreux-Sud
Dreux-Sud is een voormalig kanton van het Franse departement Eure-et-Loir. Het kanton maakte deel uit van het arrondissement Dreux. Het werd opgeheven bij decreet van 24 februari 2014, met uitwerking op 22 maart 2015.

## Gemeenten
Het kanton Dreux-Sud omvatte de volgende gemeenten:
- Aunay-sous-Crécy
- Dreux (deels, hoofdplaats)
- Garnay
- Marville-Moutiers-Brûlé
- Tréon
- Vernouillet